# 조재봉
조재봉(趙在鳳, 1930년 11월 1일~2012년 2월 22일)은 대한민국의 정치인이다. 제8대 국회의원을 지냈다.

## 학력
- 1951년 대한민국 육군종합학교 1기 졸업
- 1952년 미국 육군보병학교 졸업
- 1953년 대한민국 육군보병학교 졸업
- 1955년 연희대학교 문과대학 국어국문학과 학사
- 1956년 대한민국 육군기갑학교 졸업
- 1958년 대한민국 국방대학교 행정학사
- 1961년 연세대학교 대학원 정법학과 법학석사
- 1963년 대한민국 국방대학원 행정학 석사

## 경력
- 1951년 대한민국 육군 소위 임관
- 1952년 미국 포트베닝 보병학교 OBC 수료
- 1964년 대한민국 육군 소령 예편
- 칠곡군수, 영주군수
- 민주공화당 경북19지구당위원장(경북 예천)
- 민주공화당 상임위원
- 민주당 전임위원
- 국민당 대변인

## 역대 선거 결과
|  | 38.99% |

|  | 45.42% |